# Japanische Brücke

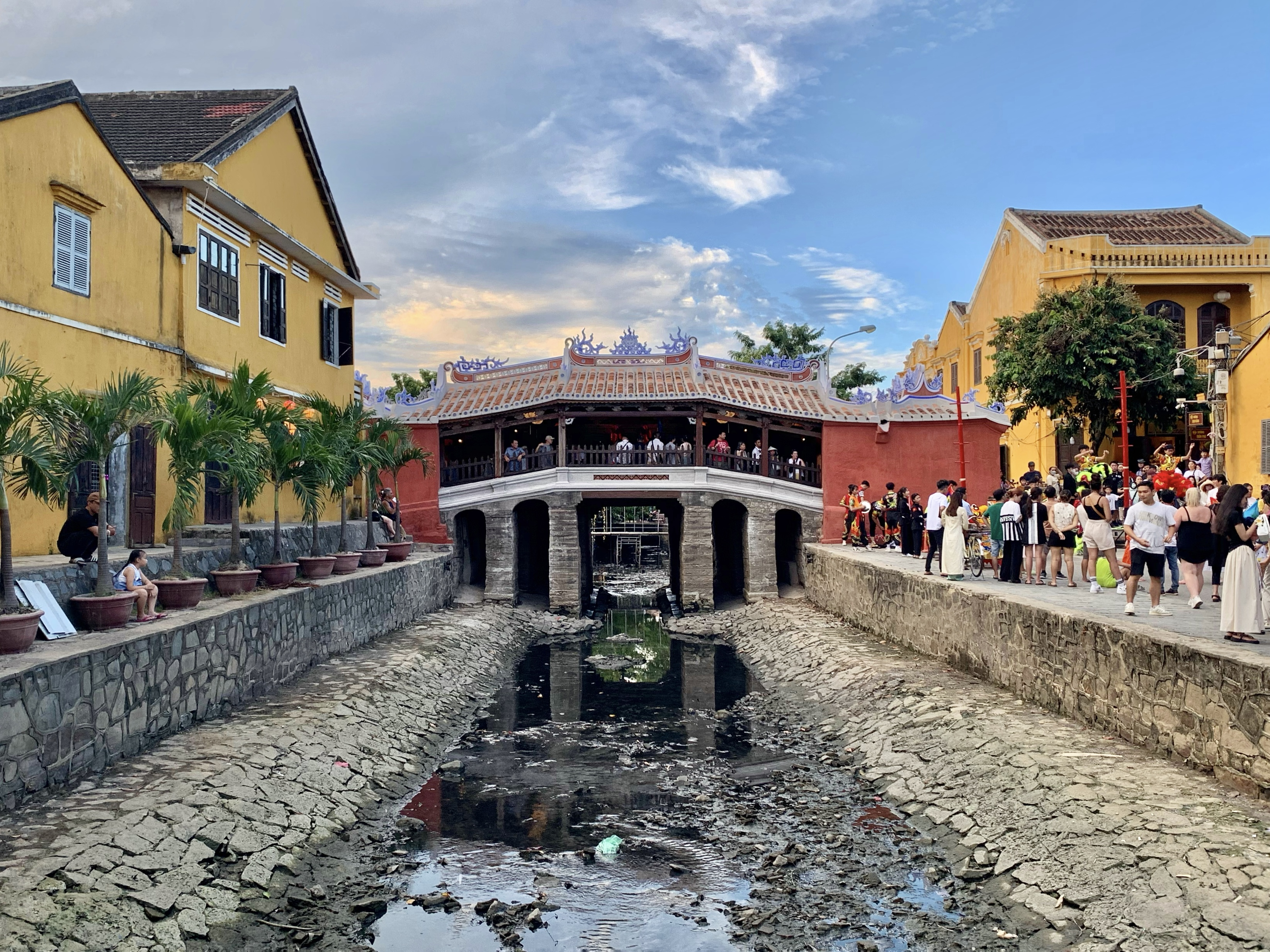
Blick auf die Japanische Brücke von einer südlichen Brücke (2024)

Japanische Brücke, auch Chùa Cầu (vietnamesisch: Lai Vien Kieu (Brücke aus der Ferne)), ist ein historisches Baudenkmal der Stadt Hội An in Zentralvietnam.

## Geschichte
Der Bau der Brücke vereinigte zwei historische Stadtviertel, das chinesische einerseits, das japanische andererseits. Die Grenze zwischen den Gebieten stellt die 18 m lange, überdachte Chùa Cầu dar, die über einen Nebenfluss des Thu Bon führt. Die Bauzeit der ersten Variante der später mehrfach zerstörten Brücke erstreckte sich über zwei Jahre von 1593 bis 1595. Der Bau ist auf Kaufleute einer wohlhabenden japanischen Handelsgilde in der Stadt zurückzuführen. Begonnen wohl im Jahr des Affen (申 shēn: Affe (猴 hóu) wendig), wurde der Brückenbau im Jahr des Hundes (戌 xū: Hund (狗 gŏu) treu) fertiggestellt (siehe auch: Chinesische Astrologie). Darauf weisen entsprechend steinerne Portalfiguren an den beiden Zugängen hin. Die heutige Form der Brücke geht auf das Jahr 1763 zurück. Dabei entstand vermutlich auch die kleine Brückenpagode. Die Holzbrücke überstand die Zeiten trotz mehrfacher Zerstörungen allerdings weitgehend unverändert.
Im Jahr 2021 hat das Vietnamesische Ministerium für Kultur, Sport und Tourismus beschlossen die Brücke umfangreich zu renovieren. Die Renovierungsarbeiten wurden im Dezember 2022 gestartet. Dazu wurde die Brücke mit einer Hallenkonstruktion aus Metall umbaut und ist nicht mehr begehbar. Die Arbeiten an der Brücke können über einen zweistöckigen Steg beobachtet werden. Während der Erneuerungsarbeiten wurde eine digitale 3D-Visualisierung der Brücke erstellt. Die Brücke gilt als das Wahrzeichen der Stadt Hội An.

## Bildergalerie

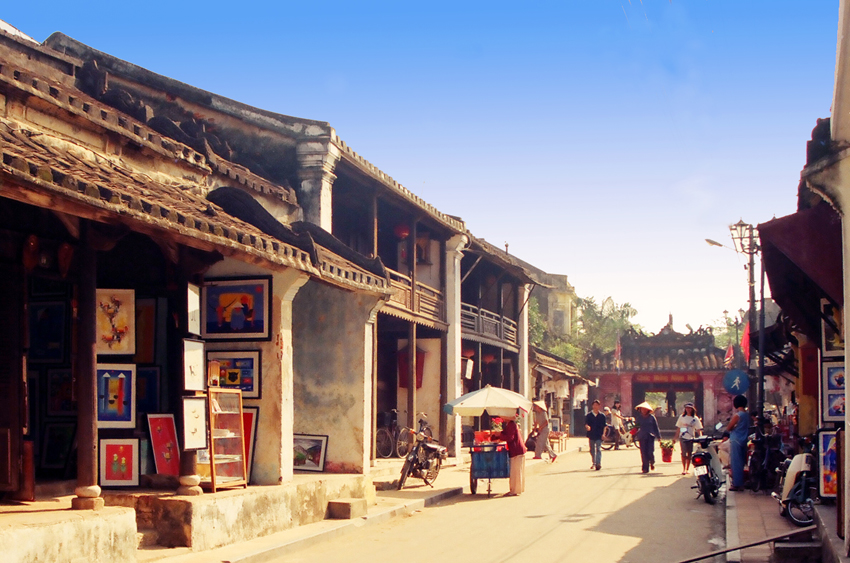
Altstadt von Hội An mit der Chùa Cầu im Hintergrund
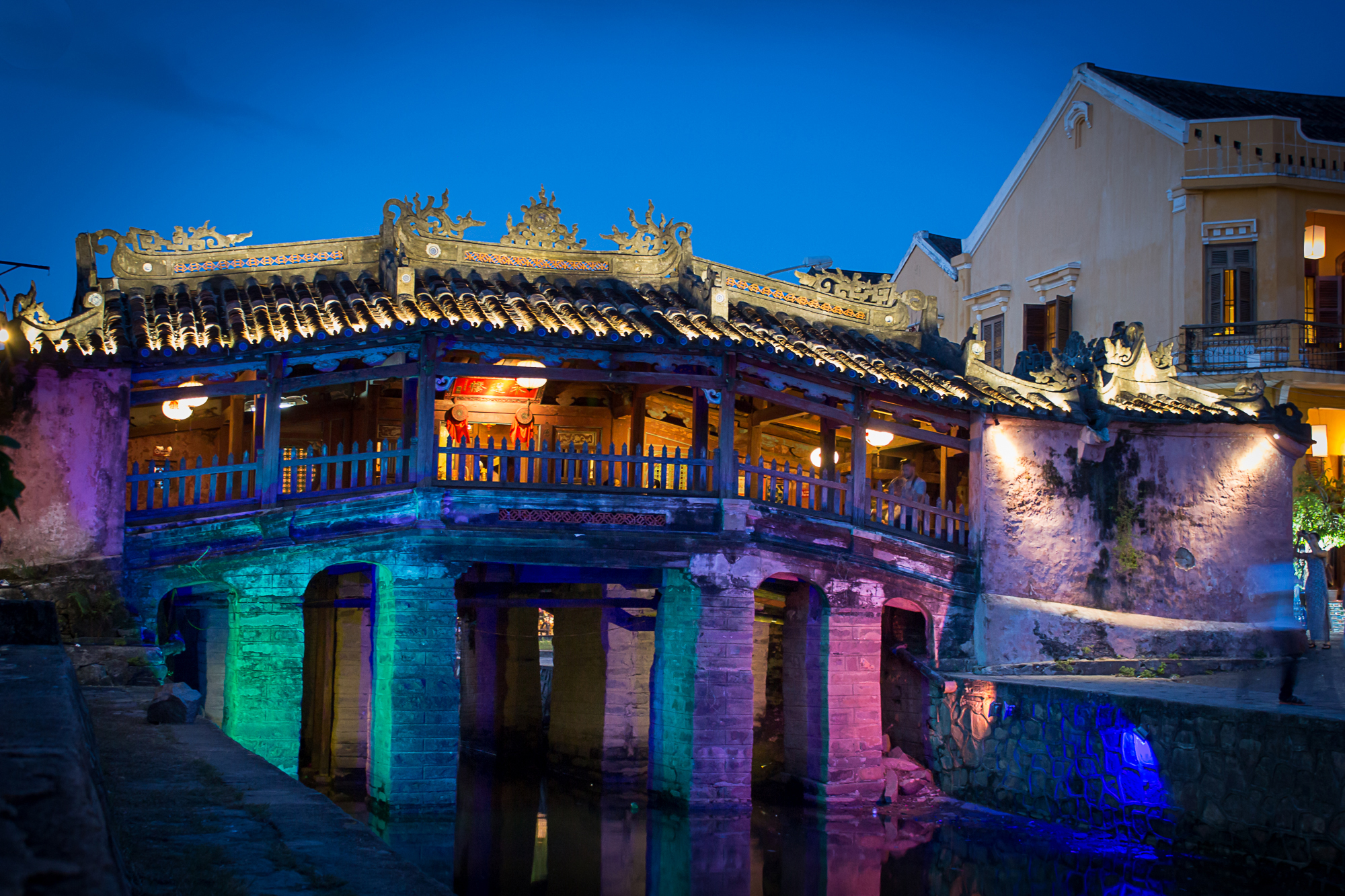
Brücke bei Nacht
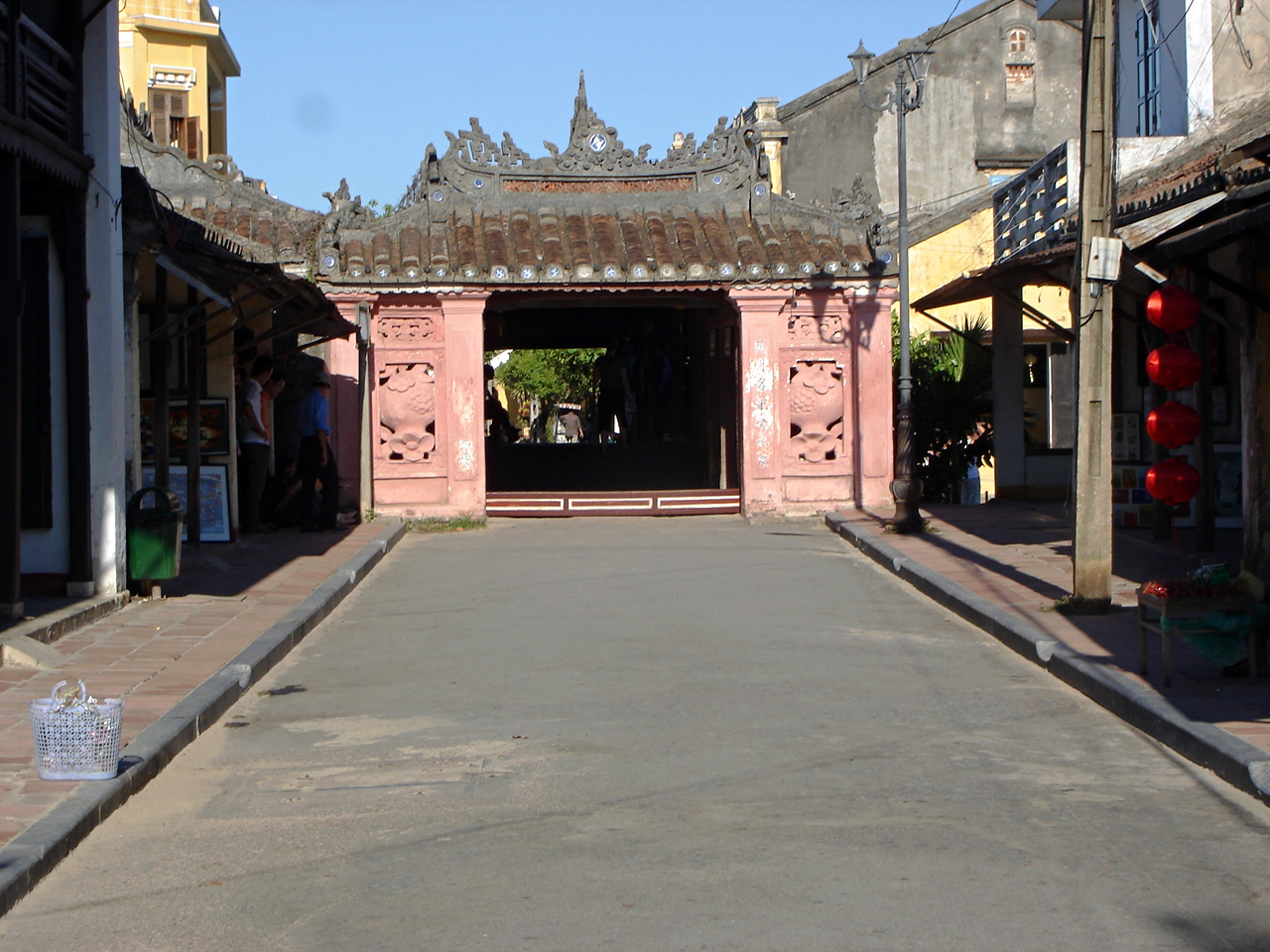
Westportal
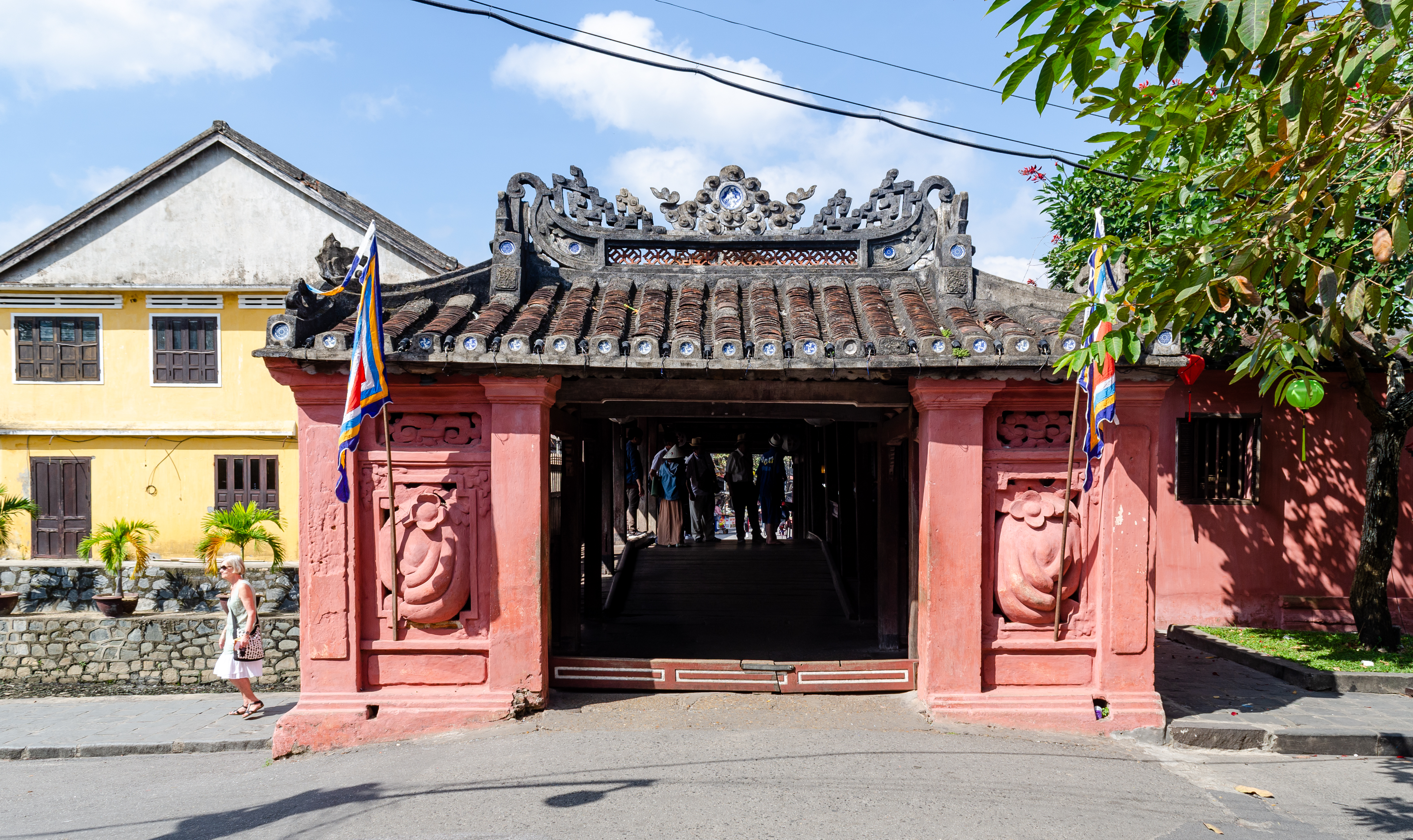
Ostportal
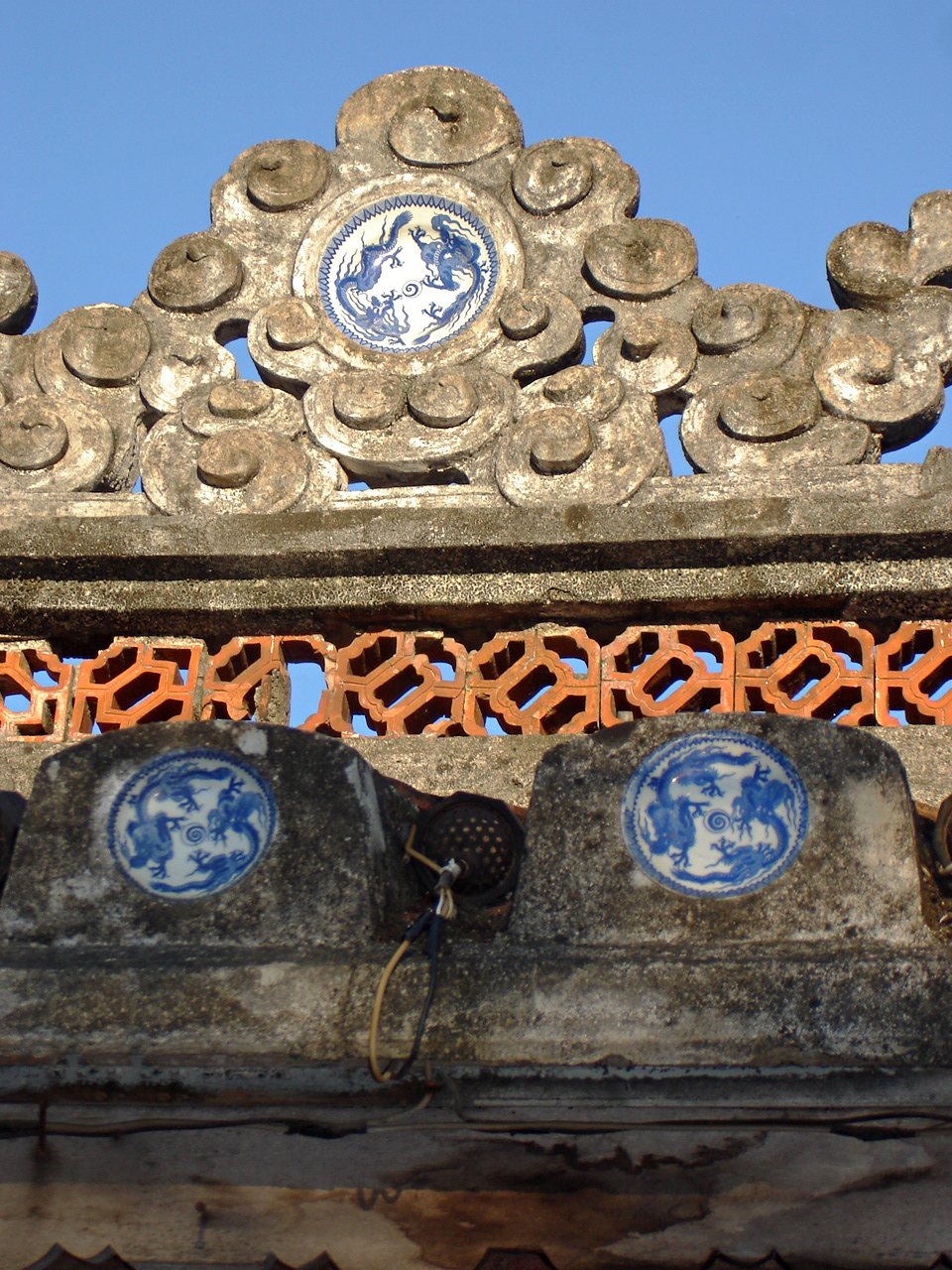
Details
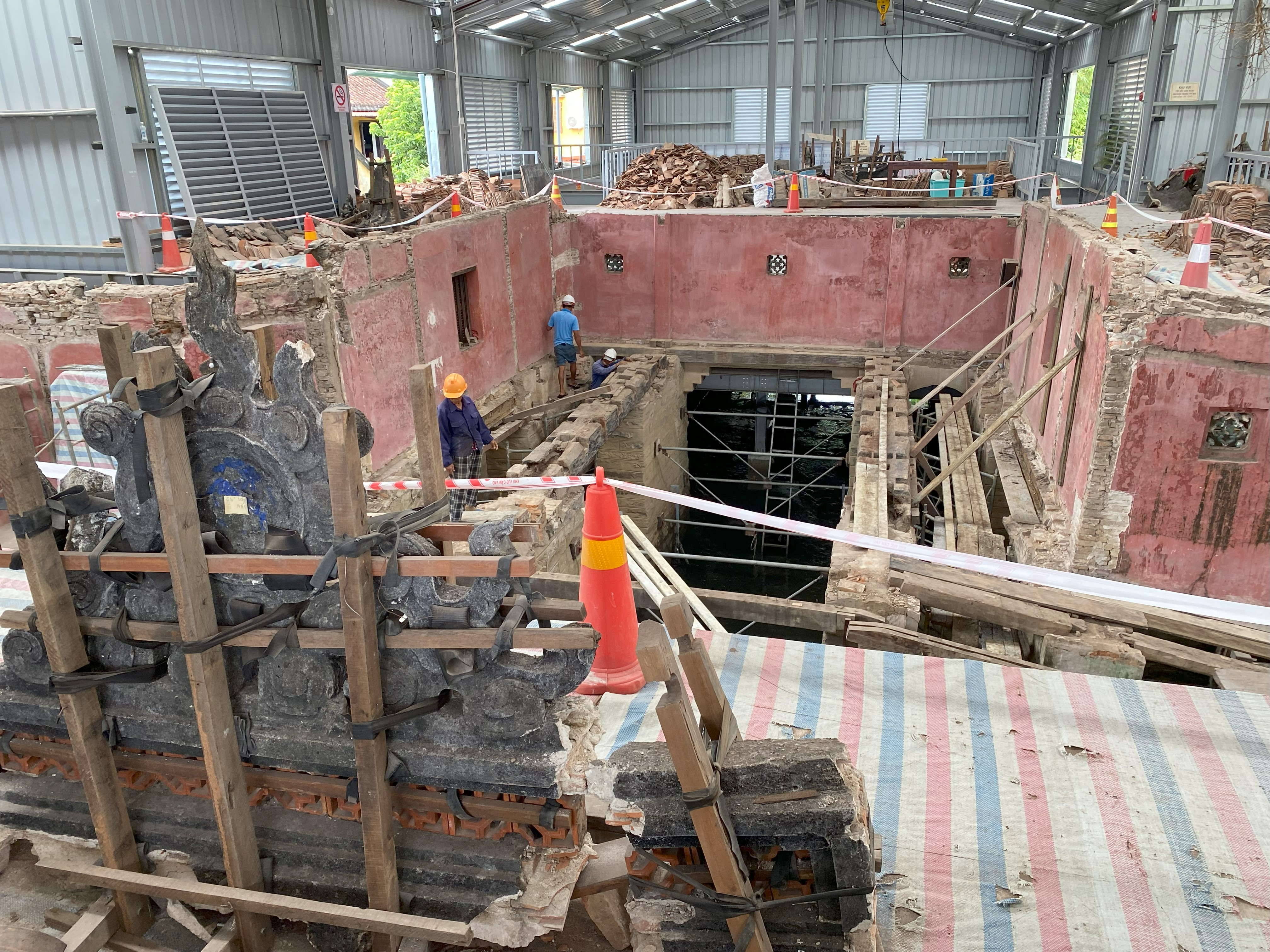
Renovierung Oktober 2023